# Guijuelo

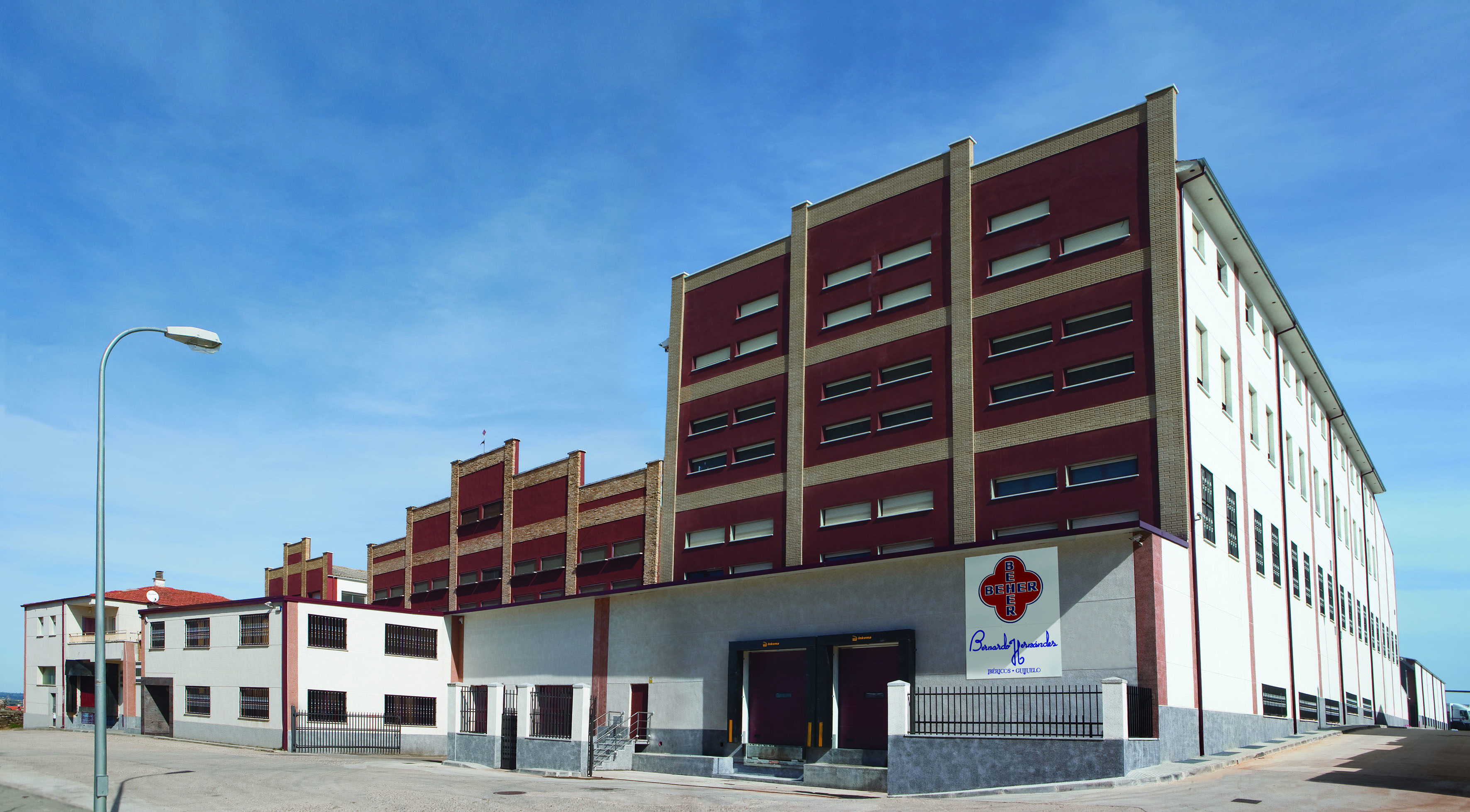
Instalações de BEHER, em Guijuelo.

Guijuelo é um município da Espanha na província de Salamanca, comunidade autónoma de Castela e Leão, de área 63,23 km² com população de 5593 habitantes (2007) e densidade populacional de 82,17 hab/km². É conhecida em toda a Espanha como produtores de "jamón" (presunto) por excelência.

## Demografia
| Variação demográfica do município entre 1991 e 2004 | Variação demográfica do município entre 1991 e 2004 | Variação demográfica do município entre 1991 e 2004 | Variação demográfica do município entre 1991 e 2004 |
| --------------------------------------------------- | --------------------------------------------------- | --------------------------------------------------- | --------------------------------------------------- |
| 1991                                                | 1996                                                | 2001                                                | 2004                                                |
| 4804                                                | 5002                                                | 5162                                                | 5207                                                |